# Georgischer Film

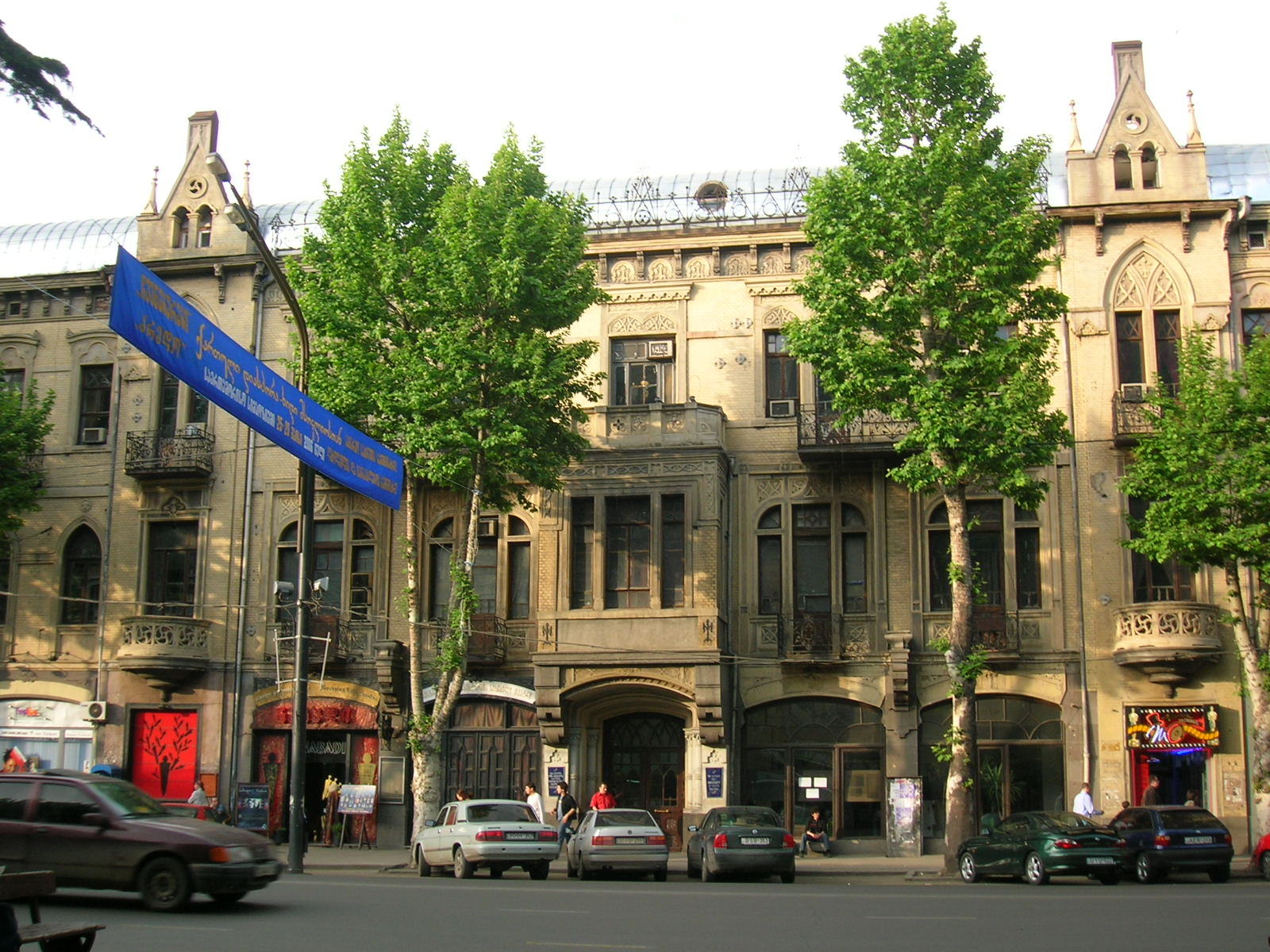
Das Staatliche Georgische Institut für Theater und Film in Tiflis, gegründet 1972

Georgiens Filmgeschichte begann unmittelbar vor dem Ersten Weltkrieg. Nach der Eingliederung des Landes in die Sowjetunion entstand bereits in den 1920er Jahren eine gut organisierte staatliche Filmindustrie, die in den 1980er Jahren alle zwölf Monate sieben bis acht Spielfilme und eine Reihe von Dokumentar- und Trickfilmen produzierte. Georgische Filme fielen frühzeitig durch Originalität und Kritik auf, wurden deshalb immer wieder von der Zensur unterdrückt. Nach der staatlichen Unabhängigkeit ging es mit der Filmproduktion in Georgien bergab.

## Anfänge
Am 16. November 1896 wurde das erste Kino Georgiens in Tiflis eröffnet. Der erste georgische Film entstand 1912 unter der Regie von Wasil Amaschukeli und Alexander Dighmelow. Es war ein Dokumentarfilm zum 72. Geburtstag des Schriftstellers Akaki Zereteli und zeigte dessen Reise durch Westgeorgien. 1916 drehte Alexander Zuzunawa den ersten georgischen Spielfilm: Christine, eine klassische Literaturverfilmung. Im Ersten Weltkrieg war Tiflis nach Sankt Petersburg die zweite Stadt des Russischen Reiches, dessen größere Kinos Wochenschauen vorführten.
Die Stummfilmzeit brachte Georgiens erste Filmstars hervor. Unter ihnen: Nato Watschnadse, die Sarah Bernhardt des georgischen Films.

## Erste Blüte
Ende der 1920er Jahre erlebte der georgische Film seine erste Blüte. Konstantin Mikaberidse drehte Meine Großmutter (1929), eine komödiantische Satire auf die sowjetische Bürokratie. Nikolos Schengelaja produzierte Eliso (1928), einen Stummfilm über die Deportation der Tschetschenen 1864 und Micheil Kalatosow (gebürtig Michail Kalatosischwili) produzierte Das Salz Swanetiens (1930) einen Dokumentarfilm über das harte Leben im Gebirge.

## Stalinismus
In den 1930er und 1940er Jahren unterdrückte der Stalin’sche Terror alle kritischen und originellen Tendenzen. Der Diktator verlangte stereotype Helden im Dienst der Staatsideologie. Lieblingsregisseur Josef Stalins war Micheil Tschiaureli, der für ihn Monumentalfilme wie Der Schwur (1946) und Der Fall von Berlin (1950) herstellte. Sie waren Teil des Personenkults um Stalin. Im Film wurde er vom georgischen Schauspieler Micheil Gelowani gespielt.

## Neue Formen
Im Zuge der Entstalinisierung während der 1950er Jahre überraschte Georgien durch neue kritische Filme. Magdanas Esel von Tengis Abuladse schilderte als erster die fortbestehende Armut im Sozialismus. 1956 wurde der Film in Cannes ausgezeichnet. In Georgien sorgte der Film für eine ethische Revolution. Viele Regisseure eiferten Abuladse nach und strebten nach einer neuen Wahrhaftigkeit. Weil die sowjetische Filmzensur unverändert präsent war, suchten sie nach Parabeln, Mythen und Epen, um Gleichnisse zur Gegenwart zu erzählen. Auf der Grundlage der georgischen Literatur, Kunst und Musik entwickelten sie eine neue Bildsprache.
In den Studios der Grusia-Film (georgisch Kartuli Filmi) entstanden in den 1960er und 1970er Jahren mit internationalen Preisen geehrte Meisterwerke. Es waren zumeist verspielte Komödien und böse Satiren. Sie ignorierte die traditionelle Erzähltechnik, zeigten dafür kräftige poetische Bilder, eine große Vielfalt und dramatische Übersteigerungen bis hin zur surrealen Groteske. In den 1980er Jahren trat die Kritik an den gesellschaftlichen und politischen Verhältnissen scharf und naturalistisch in den Vordergrund. Die Regisseure waren neben Abuladse, Eldar und Giorgi Schengelaia, Otar Iosseliani, Lana Gogoberidse, Michail Kobachidse, Nana Dschordschadse und Dito Tsintsadze.
Bei Grusja-Film wurde grundsätzlich in georgischer Sprache gedreht. Später wurden die Filme für andere Sowjetrepubliken russisch synchronisiert. Wie in der Planwirtschaft üblich, musste jährlich eine festgelegte Anzahl von Filmen fertiggestellt werden. Für Regisseure gab es viel zu tun. Bis in die 1970er Jahre hinein wurden sie am Staatlichen Filminstitut (WGIK) in Moskau ausgebildet. Seit 1972 gibt es eine Filmfakultät am Schota-Rustaweli-Theaterinstitut, dem späteren Staatlichen Georgischen Institut für Theater und Film in Tiflis.

## Zensur
Die Filmzensur zog immer wieder unliebsame Filme aus dem Verkehr. Schon Mikaberidses Meine Großmutter durfte auf Verlangen der Zensur von 1928 bis 1967 nicht aufgeführt werden. Pirosmani (1969) von Giorgi Schengelaia verschwand für zwei Jahre im Archiv. Otar Iosselianis Filme wurden mehrfach unterdrückt. Nachdem sein Film Ein Sommer auf dem Dorf in den 1980er Jahren nicht veröffentlicht werden durfte, ging er ins Ausland. Abuladses Reue, eine Abrechnung mit dem stalinistischen Terror wurde 1984 fertiggestellt, kam aber erst 1986, in Moskau sogar erst 1987, ins Kino. Oft wurden bereits die Drehbücher verboten. Die Filmzensur in Georgien lockerte sich erst 1984, als das Arbeitsverbot gegen den in Tiflis lebenden, staatlich verfolgten Regisseur Sergei Paradschanow aufgehoben wurde.

## Niedergang
Nach der staatlichen Unabhängigkeit Georgiens 1991 wurden die Filmzensur abgeschafft. Mit dem Niedergang der georgischen Wirtschaft ging es aber auch mit der Filmwirtschaft bergab. Wegen Schwierigkeiten bei der Finanzierung ziehen sich Produktionen über Jahre hin. Mitarbeiter beim Film verdienten sehr wenig.
Immer mehr Regisseure zogen ins Ausland. Neben Frankreich (Iosseliani, Kobaschidse) hat sich Deutschland (Dschordschadse, Dito Tsintsadze) als ein Standort des georgischen Films im Ausland etabliert. Um wenigstens einen Teil der Regisseure im Land zu halten, wurde im März 2001 das Nationale Zentrum für Cinematografie gegründet, das jedes Jahr zwei Filmprojekte auswählt, die zu 75 % mit staatlicher Förderung in Georgien gedreht werden. Es untersteht dem Kulturministerium. Sein Generaldirektor ist Gaga Tschchaidse. 2000 wurde das Tbilisi International Film Festival gegründet, das dem georgischen Film durch internationale Kontakte neuen Auftrieb geben soll.

## Wichtige Regisseure
- Tengis Abuladse (* 1924; † 1994)
- Wasil Amaschukeli (* 1886; † 1977)
- Alexander Dighmelow (* 1884; † 1957)
- Nana Dschordschadse (* 1948)
- Lana Gogoberidse (* 1928)
- Otar Iosseliani (1934–2023)
- Micheil Kalatosow (Kalatosischwili) (* 1903; † 1973)
- Micheil Kobachidse
- Merab Kokotschaschwili
- Konstantin Mikaberidse
- Tengis Nosadse (* 1927)
- George Owaschwili (* 1963)
- Sergei Paradschanow (* 1924; † 1990)
- Surab Schanidse (* 1946)
- Eldar Schengelaia (1933–2025)
- Giorgi Schengelaia (1937–2020)
- Nikolos Schengelaia
- Micheil Tschiaureli (* 1894; † 1974)
- Dito Tsintsadze (* 1957)
- Alexander Zuzunawa (* 1881; † 1955)